# Lake County (Californien)
 Der er flere lokaliteter med dette navn, se Lake County.
Lake County er et amt beliggende i den nord-centrale del af den amerikanske delstat Californien. Hovedbyen i amtet er Lakeport. I år 2010 havde amtet 64.665 indbyggere.

## Historie
Amtet blev grundlagt i 1861 fra dele af Napa og Mendocino County.

## Geografi
Ifølge United States Census Bureau er Lakes totale areal på 3.443,3 km², hvoraf de 185,2 km² er vand.

### Grænsende amter
- Napa County - syd
- Sonoma County - sydvest
- Mendocino County - vest, nordvest
- Glenn County - nordost
- Colusa County - øst
- Yolo County - sydost

### Byer i Lake
| - Clearlake (Incorporated,PO's) - Clearlake Oaks (PO) - Clearlake Riviera - Cobb (PO) - Glenhaven (PO) - Hidden Valley Lake - Finley (PO) - Kelseyville (PO) - Lakeport (Incorporated,PO's) - Loch Lomond | - Lower Lake (PO) - Lucerne (PO) - Middletown (PO) - Nice (PO) - North Lakeport - Parramore Springs - Soda Bay - Spring Valley - Upper Lake (PO) - Whispering Pines |